# Diplotaenia
Diplotaenia är ett släkte i familjen flockblommiga växter.

## Arter
Enligt Plants of the World Online omfattar släktet fem arter i Turkiet och Iran:
- Diplotaenia bingolensis M.Öztürk, A.Duran & Behçet
- Diplotaenia cachrydifolia Boiss.
- Diplotaenia damavandica Mozaff., Hedge & Lamond
- Diplotaenia hayri-dumanii Pimenov & Kljuykov
- Diplotaenia turcica Pimenov & Kljuykov